# Al Tariq
At-Tariq (en català, El Camí) és una obra escrita per l'autor egipci Naguib Mahfouz i publicada l'any 1964. Malgrat la dificultat a l'hora de classificar les obres de l'escriptor egipci, es considera que aquesta és simbolista o filosòfico-existencialista.

## Argument
Sabir és un jove de trenta anys d'Alexandria que mai ha hagut de treballar o guanyar-se la vida, ja que la seva mare l'ha mantingut. Quan va estar empresonada, el fill va vendre totes les possessions familiars, fins a arruïnar-se. Un cop surt, la mare revela al fill qui és el seu pare, amb l'esperança que el trobi i així el fill pugui continuar mantenint el ritme de vida a expenses del pare. Tot seguit, ella mor.
Després de buscar per Alexandria el seu pare amb una fotografia i l'acta matrimonial com a proves, marxarà cap al Caire. Allà, es quedarà a un hotel on coneixerà Karima, la inquietant dona de l'amo. I al diari on publicarà un anunci buscant el seu pare, coneixerà Ilham, un jove periodista. Des d'un bon principi, Sabir se sentirà dividit entre ambdues dones, relegant la cerca del pare a una simple excusa. Karima està casada, és foc i passió, però no és una dona lliure. Ilham és soltera, és puresa i amor. Sabir, farà bandera de la irreflexió i la inacció, es deixarà endur pels seus instints més baixos i seguirà tot allò que proposa Karima, ignorant la via proposada per Ilham d'aconseguir una bona feina per poder sobreviure.
El rebuig de Sabir per acceptar la realitat, la seva precària situació i el simple fet que, per sobreviure, cal treballar, el portarà a matar Am Khalil, marit de Karima. Un cop mort Am Khalil, el pla acordat amb Karima és casar-s'hi i viure per sempre feliços. El que ella no sap és que Sabir es planteja, tot i que de forma certament passatgera, eliminar-la un cop casats, per, finalment, poder casar-se amb Ilham. Malgrat tot, la por i els nervis el traeixen després del primer crim, i en un atac d'irreflexió i desesperació, comet una bestiesa: visitar Karima i matar-la. Un cop a la presó i ja condemnat a mort, esperant ser executat, Sabir, per fi, té notícies del seu pare. és un home ja gran i cec, que ha viscut de i per l'amor des de ben jove. Ha estimat milers de dones a arreu del món, i no està del tot clar amb quantes ha arribat a tenir realment una relació estable ni quants fills deu tenir repartits.

## Personatges
Sabir: protagonista de l'obra. Fill d'una prostituta i acostumat al luxe, és un personatge indecís. Durant tot el relat estarà dividit entre Ilham i Karima, sopesant les opcions que ambdues li donen per sortir de la situació d'estancament en què es troba.
Karima: femme fatale de l'obra. És la dona de l'amo de l'hotel on Sabir es queda. Tindran un breu romanç adúlter durant el qual ella el convencerà perquè mati el seu marit, amb la intenció que després es casin.
Ilham: és periodista. S'enamora de Sabir i Sabir li correspon. Però per a Sabir, Ilham representa l'amor pur, l'amor cortès i no voldrà actuar per por a fer-li o no estar a la selva alçada.
Am Khalil: amo de l'hotel on Sabir es queda i marit de Karima.